# Frantz Bertin
Frantz Bertin (Tolosa, 30 maggio 1983) è un ex calciatore francese naturalizzato haitiano, di ruolo centrocampista.

## Palmarès

### Club
- Campionato italiano: 1 
Juventus: 2002-2003